# Jo Van Daele
Jo Van Daele, född 6 april 1972, är en friidrottare från Belgien. Han deltog vid olympiska sommarspelen 2000.